# أندريه جاتيللي
اندريه جاتيللي (بالإيطالية: Andrea Guatelli)‏ (5 مايو 1984 ببارما في إيطاليا - ) هو لاعب كرة قدم إيطالي في مركز حراسة المرمى. لعب مع أكسفورد يونايتد ونادي بارما ونادي بورتسموث ونادي زيورخ ونادي كياسو ونادي فيورينزولا 1922.

## وصلات خارجية
- أندريه جاتيللي على موقع الاتحاد الأوربي (الإنجليزية)
- أندريه جاتيللي على موقع قاعدة بيانات كرة القدم.إي يو (الإنجليزية)
- أندريه جاتيللي على موقع Soccerway.com (الإنجليزية)
- أندريه جاتيللي على موقع عالم كرة القدم.نت (الإنجليزية)